# 梅迪纳德尔坎波
梅迪纳德尔坎波，是西班牙卡斯蒂利亚-莱昂巴利亚多利德省的一个市镇。总面积153平方公里，总人口19907人（2001年），人口密度130人/平方公里。

## 友好城市
- 法國 蒙莫里永